# 마흐디국
마흐디 국가는 마흐디 수단 또는 수단 마흐디야라고도 알려져 있으며, 1881년 무함마드 아마드 (이후 무함마드 알-마흐디)가 1821년부터 수단을 통치해 온 이집트 케디브국에 대항하여 일으킨 종교적, 정치적 운동을 기반으로 한 국가이다. 4년간의 투쟁 끝에 마흐디 반군은 오스만-이집트 행정부를 전복하고 옴두르만에 수도를 둔 자체 "이슬람 및 민족" 정부를 수립했다. 그리하여 1885년부터 마흐디 정부는 1898년 앵글로-이집트 군대에 의해 존재가 종식될 때까지 수단 영토에 대한 주권과 통제권을 유지했다.
무함마드 아마드 알-마흐디는 이집트인과 튀르크족이 지배하는 하르툼에 기반을 둔 행정부에 대한 지하드를 선언하며 수단 주민들을 동원했다. 하르툼 정부는 처음에는 마흐디의 혁명을 무시했다. 그는 1년 동안 자신을 체포하기 위해 파견된 두 번의 원정대를 물리쳤다. 마흐디의 권력은 증대되었고, 그의 호소는 수단 전역으로 퍼져나가 그의 운동은 안사르로 알려지게 되었다. 같은 시기에 이집트에서는 우라비 혁명이 발발했고, 영국은 1882년 이집트를 점령했다. 영국은 찰스 조지 고든을 수단 총독으로 임명했다. 하르툼에 도착한 지 몇 달 후 마흐디 반군과의 여러 전투 끝에 마흐디 군대가 하르툼을 함락했고, 고든은 궁전에서 살해당했다. 마흐디는 이 승리 후 오래 살지 못했고, 그의 후계자 압둘라히 이븐 무함마드는 이슬람법에 대한 자신들의 해석을 기반으로 한 행정 및 사법 시스템을 갖춘 새로운 국가를 공고히 했다. 국가 인구의 상당 부분을 차지했던 콥트 기독교인들은 이슬람교로 개종할 것을 강요받았다.
수단의 경제는 마흐디 전쟁과 기근으로 파괴되었고, 전쟁과 질병으로 인해 인구는 절반 이상 감소했다. 무함마드 아마드 알-마흐디는 자신을 기다리던 마흐디로 받아들이지 않는 모든 사람들을 불신자(카피르)로 선언하고, 그들을 살해하고 그들의 여성과 재산을 빼앗도록 명령했다.
영국은 1898년 수단을 재정복하여, 그 이후로는 이론적으로는 이집트와의 공동 통치국으로, 실제로는 식민지로 통치했다. 그러나 마흐디 국가의 잔존 세력은 1909년까지 다르푸르에서 버텼다.

## 역사

### 배경
19세기 초부터 이집트는 수단을 정복하기 시작하여 인적 및 물적 자원의 공급원으로 예속시켰다. 이 시기는 현지에서 투르키야, 즉 이집트 에얄레트와 이후 이집트 케디브국의 "튀르크" 통치로 알려졌다. 이 이름은 다소 잘못된 명칭이었다. 이집트인들은 처음에는 하위직, 나중에는 상당히 고위직에 현지 수단인들을 채용했다. 이집트의 통제는 수단을 세계 상업 네트워크에 통합시켰지만, 이집트의 지중해 횡단 연결은 양날의 칼임이 증명되었다. 1869년, 수에즈 운하가 개통되면서 인도와 극동에 있는 대영 제국의 주요 경제 생명선이 되었다. 이 수로를 방어하기 위해 영국은 이집트 문제에서 더 큰 역할을 추구했다.
1873년 영국 정부는 영-프랑스 부채 위원회가 이집트의 재정 관리를 담당하는 프로그램을 지원했다. 위원회를 만족시키기 위해 이집트인들은 기독교 선교사들이 수단 전역에서 선교 활동을 할 수 있도록 허용했다. 한편, 케디브 이스마일은 영국인 찰스 조지 고든을 수단 총독으로 임명했다. 고든(및 일반적인 영국인)의 노예 제도 폐지에 대한 헌신은 상아 자원이 고갈되면서 노예 무역을 중심으로 재편되던 전통적인 수단 경제에 정면으로 반대했다.
부채 위원회는 결국 케디브를 강제로 퇴위시켜 정치적으로 더 수용 가능한 아들인 타우피크(재위 1877–1892)에게 양위하게 만들었다. 1879년, 이집트는 우라비 혁명의 혼란에 빠졌고, 그 직후 고든은 사임했다. 그의 후임자들은 카이로로부터의 지시가 부족했고, 수단인들의 불만은 급속히 커졌다. 불법 노예 무역이 부활했지만, 고든이 파산시킨 상인들을 만족시킬 만큼은 아니었다. 수단 군대는 자원 부족에 시달렸고, 해체된 부대의 실업 병사들은 주둔 도시를 괴롭혔다. 세금 징수원들은 세금을 자의적으로 인상했다.

### 무함마드 아마드

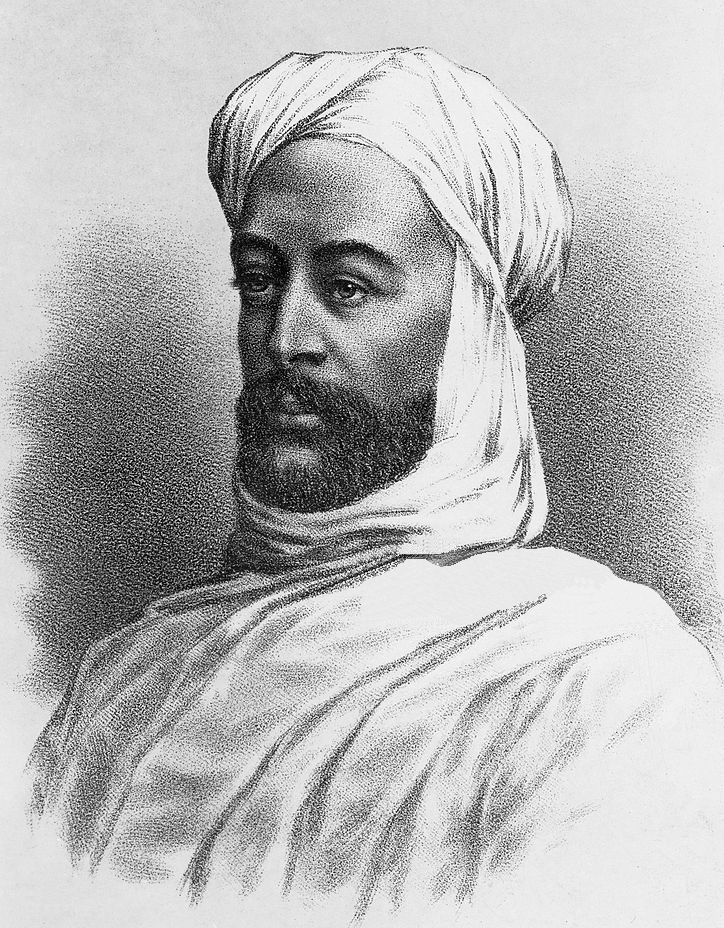
무함마드 아마드

이러한 혼란스러운 분위기 속에서, 개인적인 카리스마와 종교적, 정치적 사명을 결합한 무함마드 아마드 이븐 아스 사이이드 압둘라가 등장하여, 튀르크족을 추방하고 이슬람교를 본래의 순수성으로 회복시키기로 결심했다. 다나가라 보트 제조업자의 아들인 무함마드 아마드는 삼마니야 수피 교단의 수장인 무함마드 아시 샤리프의 제자가 되었다. 나중에 교단의 샤이크로서 무함마드 아마드는 몇 년간 은둔 생활을 하며 신비주의자이자 교사로서 명성을 얻었다.

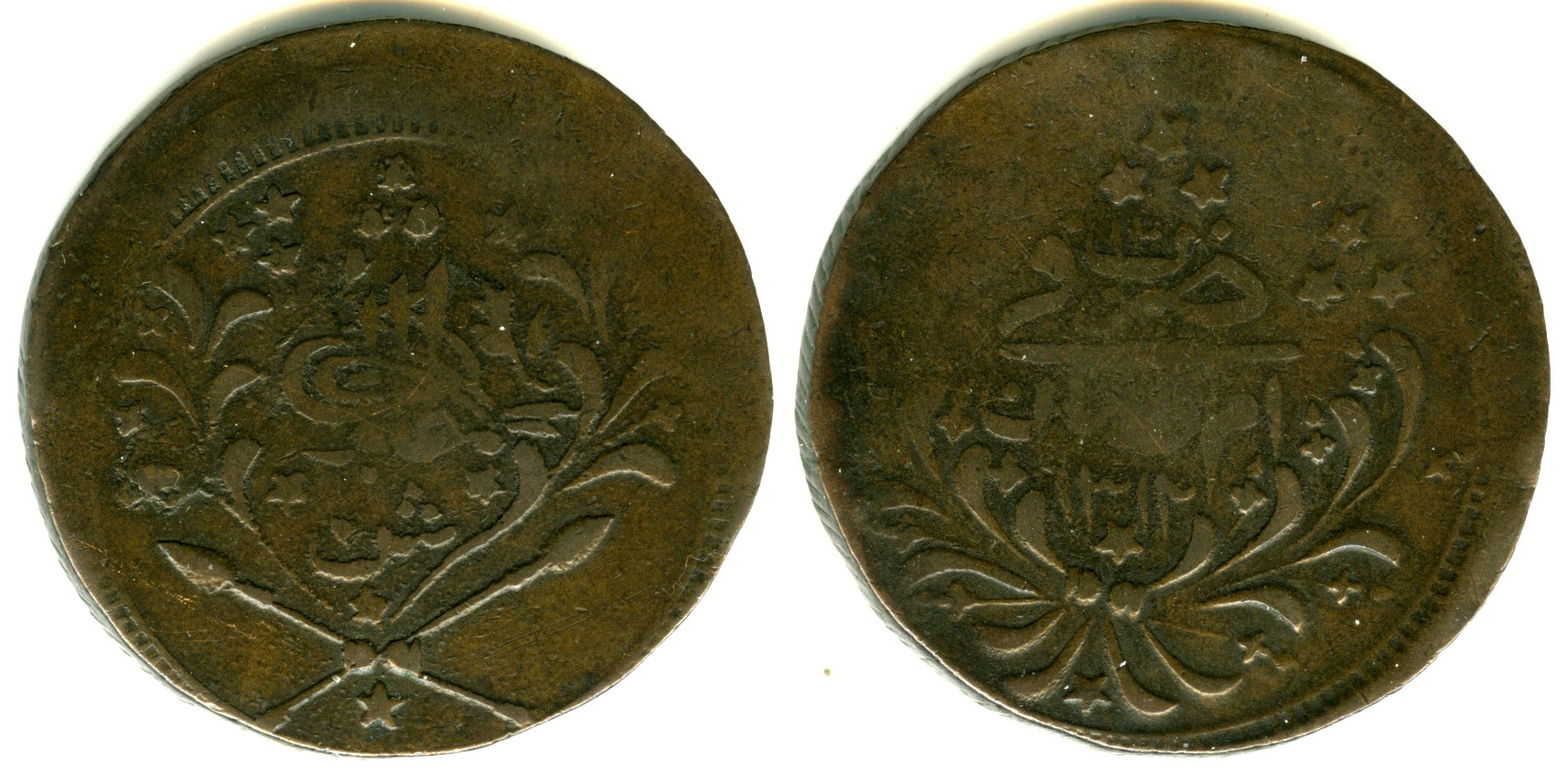
압둘라히 이븐 무함마드 통치 기간에 주조된 20 쿠루시 동전.

1881년, 무함마드 아마드는 자신을 마흐디("기대되는 자")로 선포했다. 그의 가장 헌신적인 추종자들 중 일부는 그가 알라로부터 직접 영감을 받았다고 여겼다. 그는 무슬림들이 쿠란과 하디스를 이슬람의 근본적인 원천으로 되찾아 정의로운 사회를 만들기를 원했다. 특히 수단과 관련하여, 그는 수단의 빈곤이 미덕이라고 주장하며 세속적인 부와 사치를 비난했다. 무함마드 아마드에게 이집트는 부가 불경스러운 행동으로 이끄는 예시였다. 무함마드 아마드의 봉기 요청은 나일강을 따라 가장 가난한 공동체들 사이에서 큰 호응을 얻었는데, 이는 민족주의적, 반이집트적 의제와 근본주의적 종교적 확실성을 결합했기 때문이었다.
마흐디가 이집트인들에 대한 지하드, 즉 성전을 선포한 후에도 하르툼은 그를 종교적 광신자로 치부했다. 이집트 정부는 그의 종교적 열정이 세금 징수원 비난으로 바뀌자 더 많은 관심을 기울였다. 체포를 피하기 위해 마흐디와 그의 추종자들인 안사르는 쿠르두판으로 긴 행군을 감행했고, 그곳에서 특히 바가라족으로부터 많은 신병을 얻었다. 그 지역의 피난처에서 그는 종교 교단의 샤이크들에게 호소문을 작성하여 친이집트 성향의 카트미야를 제외한 모든 사람들로부터 적극적인 지지 또는 중립 보장을 얻었다. 노예 무역에 의존했던 상인들과 아랍 부족들도 마찬가지로 호응했으며, 하덴도아 베자족은 안사르 대장 오스만 디그나에 의해 마흐디에게 결집되었다.
아마드의 새로운 정치체는 지하드 국가로 기능하며 군사 캠프처럼 운영되었다. 마흐디야는 남성 시민들을 전체주의적 금욕주의로 평등하게 만들고, 공동 지바를 의무화했으며, 모든 공공 장소에서 여성을 엄격히 배제했다. 마흐디는 모든 피끄흐를 해체하고 쿠란의 문자적 의미를 주장했다. 샤리아 법원은 이슬람법과 마흐디의 법적 효력을 가진 명령을 시행했다. 무함마드 아스-사누시를 대리하여 현대의 정찰병은 그 땅을 "불타는 나라, 죽어가는, 죽음의 악취가 나는" 곳이라고 묘사했다.

### 공격 진군
1882년 초, 안사르 병사들은 창과 칼로 무장한 채 알 우바이이드에서 멀지 않은 곳에서 영국이 지휘하는 7,000명의 이집트군을 압도하고 그들의 소총, 야포 및 탄약을 압수했다. 마흐디는 이 승리에 이어 알 우바이이드를 포위하고 4개월 후 항복하도록 굶주리게 했다. 30,000명의 안사르 병사들은 이어서 셰이칸에서 8,000명의 이집트 구원군을 격파했다. 이 전투에서 안사르는 이전에 유럽 무기(총) 사용에 대한 혐오감을 극복했다.
서쪽에서 마흐디 반란은 기존의 저항 운동에 의존할 수 있었다. 다르푸르에 대한 튀르크의 통치는 현지인들에게 반감을 샀고, 여러 반군이 이미 반란을 시작했다. 리제이가트족 족장 마디보(마디브 알리) 휘하의 바가라 반군들은 마흐디에게 충성을 맹세하고 다르푸르 총독인 오스트리아인 루돌프 카를 폰 슬라틴을 다라에서 포위했다. 슬라틴의 딤미 종교는 이미 그의 병사들의 사기 (의욕)를 저하시켰고, 그의 최고 부관은 마흐디의 가까운 친척과 결혼했다. 슬라틴은 1883년에 포로로 잡혔고, 그 결과 더 많은 다르푸리 부족들이 혁명가들에 합류했다. 마흐디 군대는 곧 다르푸르 대부분을 장악했다. 처음에는 정권 교체가 다르푸르에서 매우 인기가 있었다.
마흐디야의 지속적인 군사적 성공 또한 아마드의 권력을 강화하는 데 도움이 되었다. 셰이칸 전투 이후, 그는 자신의 통제 하에 있는 모든 수피 교단에 해산을 명령했는데, 이는 그들이 안사르를 이념적으로 분열시킬까 봐 우려했기 때문이다.
안사르의 진군과 동쪽에서 하덴도와족의 봉기는 이집트와의 통신을 위태롭게 하고 하르툼, 카살라, 센나르, 수아킨 그리고 남쪽의 수비대를 고립시킬 위협을 가했다. 값비싼 군사 개입에 휘말리는 것을 피하기 위해 영국 정부는 이집트의 수단 철수를 명령했다. 총독으로 재임명된 고든은 수단에서 이집트군과 관리들, 그리고 모든 외국인들의 철수를 감독하기로 했다.

### 하르툼 점령

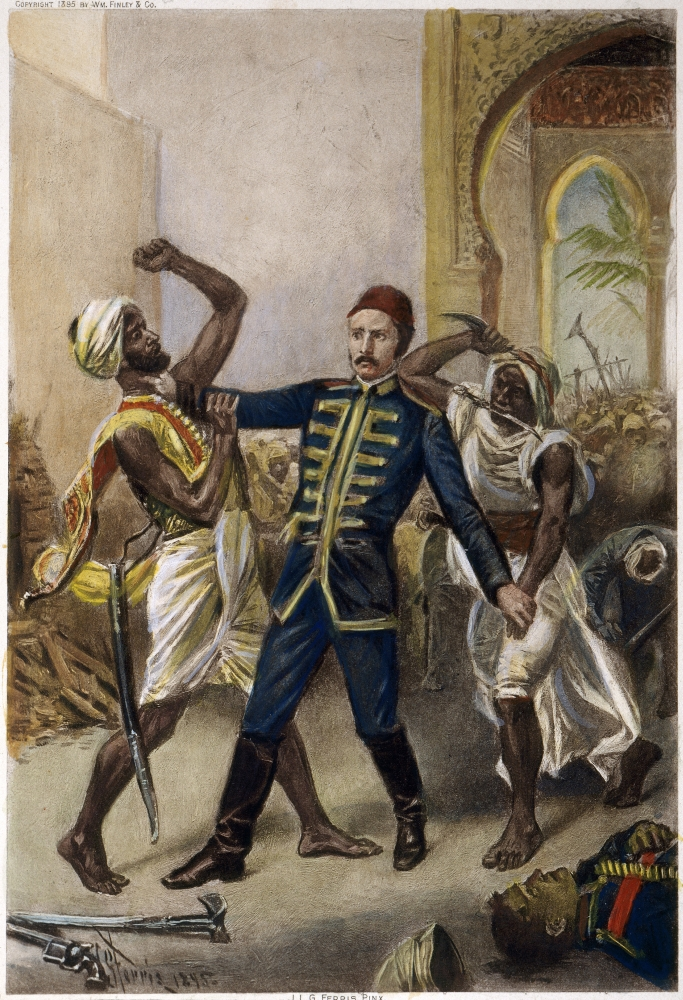
J.L.G. 페리스의 "하르툼에서 찰스 조지 고든 장군의 죽음"

토스키에서 데르비쉬들의 패배

1884년 2월 하르툼에 도착한 고든은 곧 수비대를 구출할 수 없다고 판단하고 증원군을 요청했다. 영국 정부는 거듭 지원을 거부했지만, 고든은 명령에 불복하고 포위 공격에 대비했고, 결국 영국 대중의 지지가 총리 윌리엄 유어트 글래드스턴에게 로드 가넷 조셉 울즐리 지휘 하에 구원군을 동원하도록 강요했다. 병력은 너무 늦게 도착했다. 증기선을 탄 첫 병력은 1885년 1월 28일 하르툼에 도착했지만, 이틀 전 도시가 함락된 것을 발견했다. 안사르군은 나일강 범람이 가라앉기를 기다렸다가 보트를 타고 허술하게 방어된 하르툼 강변에 접근하여 수비대를 학살하고 고든을 죽여 그의 머리를 마흐디의 천막으로 가져갔다. 카살라와 센나르도 곧 함락되었고, 1885년 말까지 안사르군은 남부 지역으로 진격하기 시작했다. 수단 전체에서 인도군에 의해 증원된 수아킨과 북부 국경의 와디할파만이 앵글로-이집트의 손에 남아 있었다.
마흐디스트들은 오스만 하르툼을 파괴하고 강 건너 옴두르만에 새로운 수도를 건설했다. 모든 건물은 파괴되고 약탈되었다. 15년 후 영국이 도시를 재건했을 때, 오스만 양식의 건축물은 남아있지 않았다. 새로 점령한 부는 마흐디스트들의 행동 기준에 변화를 가져왔을 수도 있다. 적들에 따르면 "공적으로 [마흐디]는 추종자들에게 절제를 계속 촉구했지만, 사적으로는 튀르크식 관능에 탐닉했다." 그의 동료들도 비슷하게 행동했을 수 있다. 확실히 마흐디스트 행정부는 새로운 재정에 대응했다. 공공 금고인 베이트 알-말은 빈민들에게 자금을 지급하기 시작하며 사회 서비스 기관이 되었다. 포위 공격에서 살아남은 남성 친척이나 남편이 있는 여성 포로들은 그들에게 돌려보내졌지만, 남성 보호자가 없는 많은 포로들은 여성 은둔이라는 마흐디스트 이상을 혼란스럽게 만들었다. 마흐디는 그들이 "결혼"해야 한다고 규정했고, 자신도 세 명의 아내를 맞이했다.
마흐디는 또한 책임 위임에 어려움을 겪었다. 법정 결정에 그의 개인적인 승인이 필요했기 때문에 재판은 더디었고, 그는 병이 들었음에도 현장의 장교들에게 계속 지휘했다.

### 압둘라히 이븐 무함마드

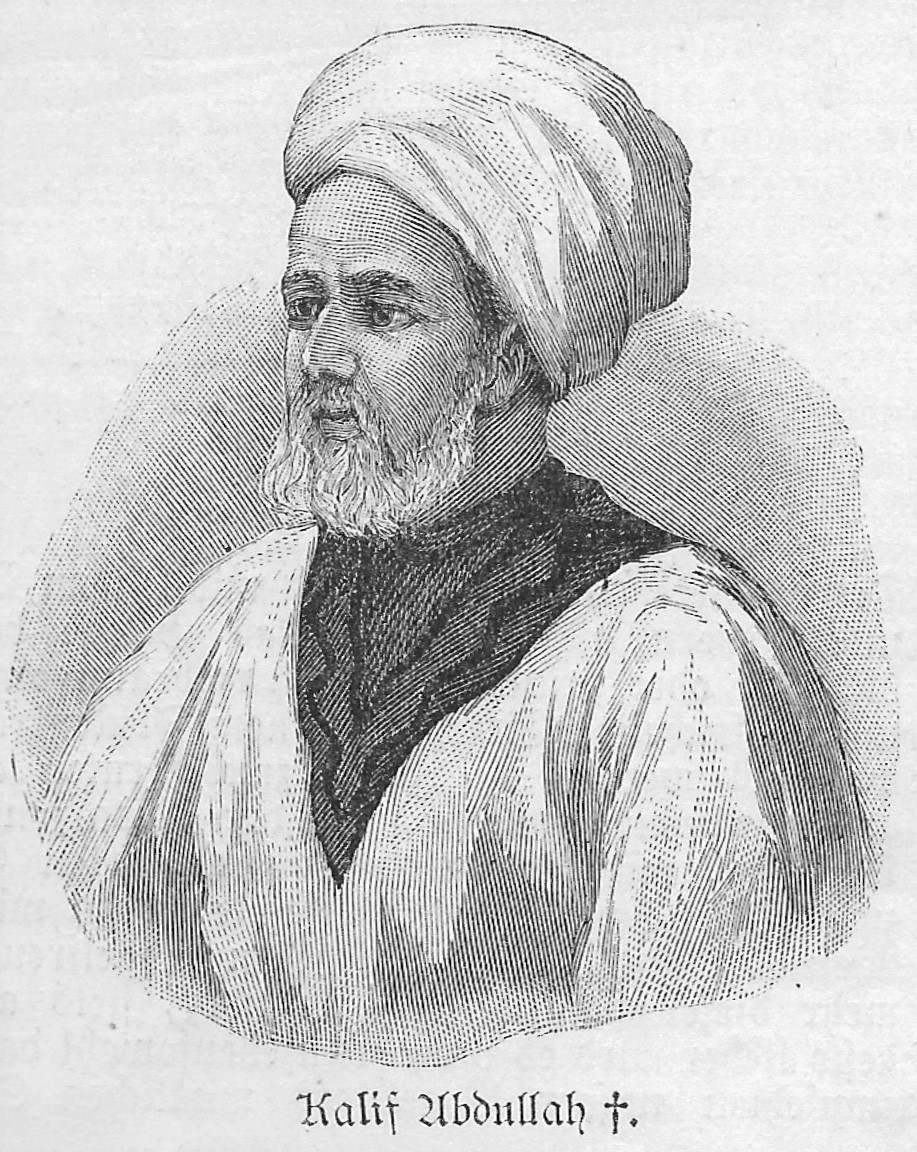
압둘라히 이븐 무함마드

하르툼 함락 6개월 후, 마흐디는 아마도 발진티푸스로 사망했다 (1885년 6월 22일). 정부 수립 및 유지 임무는 그의 부관들, 즉 이슬람 예언자 무함마드를 모방하여 마흐디가 선택한 세 명의 칼리파에게 돌아갔다. 세 명의 칼리파 간의 경쟁은 마흐디 사망 전부터 시작되었는데, 그는 자신의 씨족 구성원들보다 압둘라히 이븐 무함마드를 그의 와지르로 분명히 선호했다. 그럼에도 불구하고, 각자 자신의 고향 지역 사람들의 지지를 받는 세 명의 칼리파는 1891년까지 계속 경쟁했으며, 그 때 압둘라히는 주로 바카라 아랍인들의 도움을 받아 무적의 최고 권력을 획득했다.
압둘라히의 새로운 통치는 정당성의 원칙을 요구했다. 마흐디야의 새로운 정복지 중 일부는 여전히 튀르크 통치의 복귀를 희망했고, 다른 일부는 점점 더 독재화되는 통치에 빠르게 소외되었으며, 또 다른 일부는 스스로 새로운 신성한 영감을 받은 예언자라고 주장했다. 이제 칼리파로 불리는 압둘라히는 외국인들을 이미 물리치고 추방했기 때문에 추종자들을 외국인에 대항하여 단결시킬 수 없었다. 칼리파는 자신이 또 다른 예언자로 자처하기에는 너무 문맹이었고, 다른 부족의 엘리트들은 그에게 개인적인 충성을 맹세하지 않았다. 그는 재빨리 마흐디야에서 마흐디의 가족과 초기 종교 추종자들 중 많은 사람들을 숙청했다. 그러나 그는 여전히 경계심을 늦추지 않았고, 부족 내에서 아주 작은 불충의 징후라도 대량학살 보복을 촉발할 수 있었다. 압둘라히의 곡물 재배 주하이나 부족 학살은 수단의 식량 공급에 부담을 주었고, 1888년 가뭄은 이를 완전히 파괴했다. 수단은 기근에 빠졌지만, 정복 전쟁은 계속되었다.
마흐디야 시대 내내 지역 관계는 긴장 상태를 유지했는데, 이는 주로 칼리파가 자신의 이슬람 버전을 전 세계로 확장하기 위해 지하드를 사용하겠다는 약속 때문이었다. 예를 들어, 칼리파는 에티오피아 황제 요하네스 4세(1871–1889)의 유럽인에 대항하는 동맹 제안을 거부했다. 1887년, 60,000명의 안사르 군대가 에티오피아를 침략하여 곤다르까지 침투하고 포로와 전리품을 획득했다. 칼리파는 그 후 에티오피아와 평화를 맺는 것을 거부했다. 1889년 3월, 황제가 지휘하는 에티오피아 군대가 메템마로 진격했다. 그러나 뒤이은 갈라바트 전투에서 요하네스가 쓰러지자 에티오피아인들은 철수했다. 전반적으로 에티오피아와의 전쟁은 마흐디스트들의 자원을 낭비하는 데 크게 기여했다. 칼리파의 최고 장군인 압드 아르 라흐만 안 누주미는 1889년 이집트를 침공했지만, 영국이 지휘하는 이집트 군대가 투슈카에서 안사르를 격파했다. 이집트 침공의 실패로 안사르의 무적 신화는 끝났다. 벨기에인들은 마흐디의 군대가 에콰토리아 지방을 정복하는 것을 막았고, 1893년 이탈리아인들은 에리트레아의 아코르다트에서 안사르의 공격을 격퇴하고 안사르를 에티오피아에서 철수시켰다.
마흐디 정부가 더욱 안정되고 잘 조직되면서, 영토 전역에 걸쳐 세금을 부과하고 정책을 시행하기 시작했다. 이는 수단 대부분 지역에서 정부의 인기에 부정적인 영향을 미쳤는데, 많은 현지인들이 중앙집권적이고 억압적인 정부를 제거하면서 자율성을 얻기 위해 마흐디스트에 가담했기 때문이다. 다르푸르에서는 압둘라히 이븐 무함마드의 통치에 반대하는 반란이 일어났는데, 이는 그가 다르푸르인들에게 마흐디 국가를 더 잘 방어하기 위해 북쪽으로 이주할 것을 명령하면서, 정부 직책에 있어서는 다른 다르푸르 민족보다 바가라족을 선호했기 때문이었다. 주요 저항은 서부 다르푸르의 타마족 종교 지도자 아부 지메이자(Abu Jimeiza)가 이끌었다. 마흐디 정부에 대한 반대는 많은 마흐디스트들이 현지인들에게 오만하고 학대적인 행동을 하면서 더욱 부추겨졌다. 마흐디 국가 서쪽과 국경을 접하는 여러 주들이 다르푸르 반군에게 병력과 기타 지원을 제공하기 시작했다. 증가하는 반군에 직면하여 다르푸르의 마흐디 통치는 점차 붕괴되었다. 마흐디 시대는 다르푸르에서 음코와키아(umkowakia)—"혼란과 무정부 상태의 시기"—로 알려졌다.

### 앵글로-이집트의 수단 재정복
틀:History of Sudan

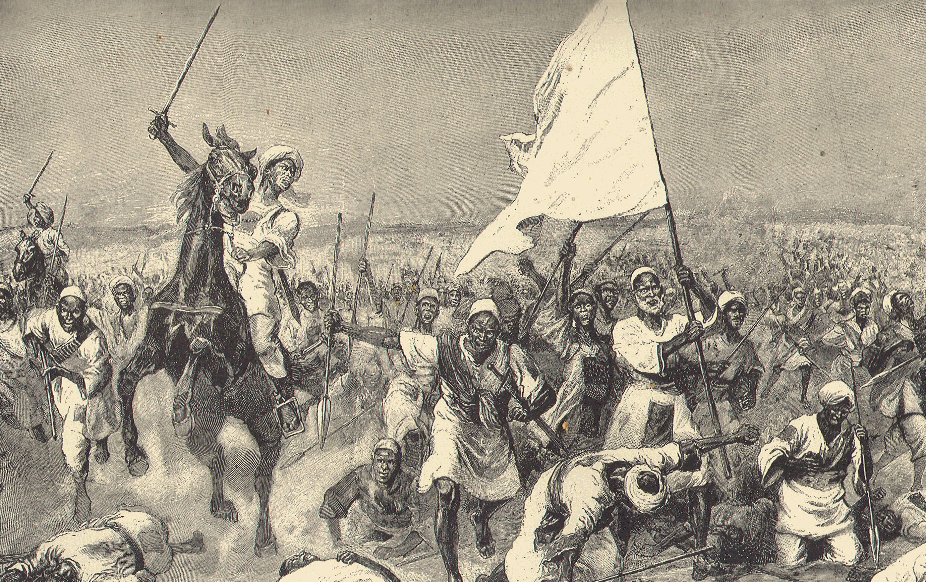
돌격하는 마흐디군

1892년, 허버트 키치너(이후 키치너 경)는 이집트군 사르다르(총사령관)가 되어 수단 재정복을 위한 준비를 시작했다. 영국은 국제적인 정세 때문에 수단을 점령해야 한다고 생각했다. 1890년대 초까지 영국, 프랑스, 벨기에의 영유권 주장이 나일강 상류에서 충돌했다. 영국은 다른 식민지 세력들이 수단의 불안정을 이용하여 이전에 이집트에 합병되었던 영토를 차지할 것을 우려했다. 이러한 정치적 고려 외에도 영국은 아스완에 계획된 관개 댐을 보호하기 위해 나일강에 대한 통제권을 확립하기를 원했다.
1895년, 영국 정부는 키치너에게 수단 재정복 캠페인을 시작할 권한을 부여했다. 영국은 병력과 물자를 제공했고, 이집트는 원정 비용을 댔다. 앵글로-이집트 나일강 원정대는 25,800명으로 구성되었으며, 그 중 8,600명은 영국군이었다. 나머지는 남수단에서 징집된 6개 대대를 포함한 이집트 부대 소속 병력이었다. 무장된 강 선단이 병력을 호위했으며, 포병 지원도 있었다. 공격에 대비하여 영국은 이전 철도 종착역이었던 와디할파에 육군 사령부를 설치하고 수아킨 주변의 방어선을 확장하고 강화했다. 1896년 3월, 캠페인은 동골라 원정으로 시작되었다. 이스마일 파샤의 이전 3 ft 6 in (1,067 mm) 궤간 철도를 나일강 동쪽 강변을 따라 남쪽으로 재건하는 데 시간을 들였음에도 불구하고, 키치너는 9월까지 옛 누비아 수도를 점령했다. 다음 해, 영국은 와디할파에서 아부 하마드까지 사막을 가로질러 직접 새로운 철도 노선을 건설했는데, 이를 1897년 8월 7일 아부 하메드 전투에서 점령했다. (사용 가능한 철도 차량을 활용하기 위해 서둘러 채택된 3 ft 6 in (1,067 mm) 궤간은 이집트 네트워크에서 아시우트에서 와디할파까지 증기선을 통한 환적이 필요함을 의미했다. 수단 시스템은 오늘날까지 호환되지 않는 궤간을 유지하고 있다.) 앵글로-이집트 부대는 아부 하마드에서 치열한 전투를 벌였지만, 키치너가 아트바라에 도달하여 안사르를 격파하기 전까지는 다른 중요한 저항이 거의 없었다. 이 전투 후, 키치너의 병사들은 옴두르만을 향해 행진하고 항해했으며, 그곳에서 칼리파는 최후의 저항을 벌였다.
1898년 9월 2일, 칼리파는 52,000명의 군대를 이끌고 옴두르만 외곽 평원에 집결한 앵글로-이집트군에 정면 공격을 감행했다. 결과는 영국군의 압도적인 화력 때문에 의심의 여지가 없었다. 5시간 동안의 전투에서 약 11,000명의 마흐디스트가 사망한 반면, 앵글로-이집트군의 손실은 사망자 48명, 부상자 400명 미만에 불과했다.
소탕 작전은 몇 년이 걸렸지만, 쿠르두판으로 도망쳤던 칼리파가 1899년 11월 움 디와이카라트 전투에서 사망하면서 조직적인 저항은 끝났다. 칼리파는 사망할 때까지 상당한 지지를 유지했지만, 많은 지역에서는 그의 정권의 몰락을 환영했다. 그의 통치 기간 동안 수단의 경제는 거의 파괴되었고, 기근, 질병, 박해, 전쟁으로 인해 인구는 약 절반으로 감소했다. 반란 이전에는 약 800만 명이 수단에 살았지만, 이집트 인구 조사에 따르면 그 후에는 겨우 250만 명에 불과했다. 더욱이, 국가의 전통적인 기관이나 충성심은 온전히 남아있지 않았다. 부족들은 마흐디즘에 대한 태도에서 분열되었고, 종교 형제단은 약화되었으며, 정통 종교 지도자들은 사라졌다.

### 잔존 세력과 유산
움 디와이카라트 이후 마흐디 국가가 사실상 존재하지 않게 되었음에도 불구하고, 일부 마흐디 잔존 세력은 계속해서 저항했다. 오스만 디그나라는 장교는 1900년 1월 체포될 때까지 앵글로-이집트군에 계속 저항했다. 그러나 가장 오래 지속된 마흐디 잔존 세력은 다르푸르에 남아 있었다. 이는 앵글로-이집트 재정복 이전에 마흐디 통치가 이미 그곳에서 붕괴되고 있었음에도 불구하고였다. 잔존 세력은 카브카비야(사닌 후사인이 이끌었음), 다르 타아이샤(아라비 다팔라가 이끌었음), 다르 마살리트(술탄 아부케르 이스마일이 이끌었음)에 집중되어 있었다. 재건된 다르푸르 술탄국은 결과적으로 일련의 긴 전쟁을 통해 마흐디 충성파들을 진압해야 했다. 사닌 후사인 휘하의 카브카비야 잔존 세력은 17개월 또는 18개월간의 포위 공격 끝에 1909년 다르푸르 술탄국에 의해 파괴될 때까지 지속되었다.
마흐디의 직계 가족은 마흐디 저항에 참여하지 않고, 오히려 남은 영국 점령 기간 동안 상당한 권력을 되찾았다. 그의 후손은 2024년 현재 가장 최근의 공정하고 자유로운 선거인 1986년 수단 의회 선거에서 주로 (현대) 안사르의 지지를 받아 승리했다.

## 마흐디야
마흐디야(마흐디 정권)는 수단 최초의 진정한 민족주의 정부로 알려졌다. 그러나 마흐디는 자신의 운동이 임의로 받아들이거나 거부할 수 있는 종교 교단이 아니라, 인간에게 동참하거나 파괴되도록 도전하는 보편적인 정권이라고 주장했다. 국가의 행정은 압둘라히 이븐 무함마드 칼리파 통치 하에서 처음으로 제대로 조직되었는데, 그는 이슬람법을 이용하여 수단의 다양한 민족을 통합하려고 시도했다. 그러나 압둘라히 칼리파는 그의 전임자의 (무질서한) 정권과 여러 공통점을 유지했다.
마흐디 정권은 전통적인 샤리아 법을 부과했다. 자카트 (자선)는 국가에 납부하는 세금이 되었으며, 상당 부분이 운동 지도자들의 사치스러운 생활 양식을 유지하는 데 할당되었다. 마흐디는 서양 의학을 포함한 외국 문물을 불법화하고 모든 의사를 추방했다. 그의 정부는 마지못해 외국 군사 기술을 통합했으며, 처음에는 다른 문해력이 있는 관리들이 없었기 때문에 아슈라프와 콥트인들만을 고용했다. 나중에 그들은 수단의 기독교인, 특히 콥트인을 심하게 박해했다. 코담배와 술(후자는 이슬람에서 금지됨)을 포함한 오스만 시대의 악습은 모두 현대 수단 문화의 일부였다. 마흐디 정권은 이를 엄격히 금지하기 위해 행동했다. 오스만 페즈 또한 금지되었다.
칼리파는 임명된 안사르(보통 바가라)를 여러 지방의 아미르로 임명했다. 변경 지방은 계엄 하에 있었고, 내륙 지방은 군사비를 충당했다. 칼리파는 또한 부유한 알 자지라를 통치했다. 비록 그는 이 지역의 상업적 번영을 회복하는 데 실패했지만, 칼리파는 탄약 제조 및 강 증기선 유지 보수를 위한 작업장을 조직했다.
압둘라히는 또한 오래된 질서와의 연관성 때문에, 그리고 전자가 종교적 통일성을 희생시키면서 부족주의를 강조한다고 믿었기 때문에 족보 목록과 법률 및 신학 서적의 분서를 승인했다.
마흐디는 자신에 대한 충성이 진정한 믿음에 필수적이라는 교리를 지지하기 위해 이슬람의 다섯 기둥을 수정했다. 마흐디는 또한 신조, 즉 샤하다의 암송에 "무함마드 아마드는 하나님의 마흐디이자 그의 예언자의 대표자이다"라는 선언을 추가했다. 정부는 의무적인 살라트를 강제했으며, 또한 마흐디의 라티브, 즉 기도서의 하루 두 번 암송을 요구했다. 마흐디 사후, 칼리파는 그의 무덤 방문이 메카로의 하즈 순례를 대체한다고 주장하려고 시도했다. 마흐디는 이를 신이 환상에서 그에게 전달한 지시에 대한 응답으로 정당화했다.

### 군대

#### 육군

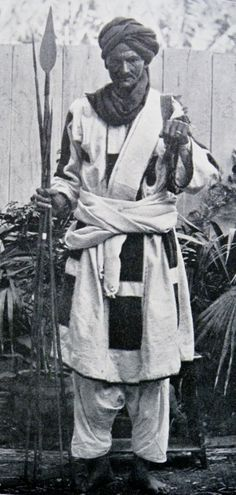
지바를 입은 마흐디군 병사 (1899년).

마흐디 국가는 대규모 군대를 보유했으며 시간이 지남에 따라 점차 전문화되었다. 초기에 마흐디 군대는 이집트군에서 탈영병들을 모집하고, 주로 흑인 수단인들로 구성된 전문 병사들인 지하디야를 조직했다. 이들은 부족의 창병과 검사, 그리고 기병의 지원을 받았다. 지하디야와 일부 부족 부대는 군대 막사에서 생활했지만, 나머지는 민병대에 더 가까웠다. 마흐디 군대는 또한 제한적인 포병을 보유했는데, 여기에는 산포와 심지어 기관총도 포함되었다. 그러나 이들은 수가 적었기 때문에 중요한 도시의 방어와 국가의 해군 역할을 하는 강 증기선에만 사용되었다. 일반적으로 마흐디 군대는 그들의 신념 체계에 의해 크게 동기 부여되었다. 이를 이용하여 마흐디 지휘관들은 소총수들을 이용하여 근접 보병과 기병의 돌격을 가렸다. 이러한 공격은 종종 효과적이었지만, "상상력이 부족하게" 사용될 때는 극도로 높은 손실로 이어지기도 했다. 유럽인들은 일반적으로 마흐디 병사들을 "데르비시"라고 불렀다.
무함마드 아마드의 초기 반군 병력은 주로 나일강을 따라 사는 가난한 아랍 공동체에서 모집되었다. 마흐디야의 후기 군대는 베자족과 같은 대부분 자치적인 집단을 포함하여 다양한 집단에서 모집되었다. 마흐디의 초기 병력은 "안사르"라고 불렸고, 칼리파가 이끄는 세 개의 부대로 나뉘었다. 이 부대들은 깃발에 따라 라야("깃발")라고 불렸다. "검은 깃발"은 주로 서부 수단인, 주로 바가라족으로 구성되었고 압둘라히 이븐 무함마드가 지휘했다. "붉은 깃발"은 무함마드 알-샤리프가 이끌었고 주로 북부의 강변 거주민들로 구성되었다. 알리 힐루 휘하의 "녹색 깃발"은 백나일강과 청나일강 사이에 사는 남부 부족 출신 병력을 포함했다. 마흐디 사망 후, "검은 깃발"의 지휘권은 압둘라히 이븐 무함마드의 형제 야쿱에게 넘어갔고, 수도 옴두르만에 본부를 둔 국가의 주력군이 되었다. 마흐디 국가가 확장되면서, 지방 사령관들은 주력군을 본뜬 별도의 깃발을 가진 새로운 군대를 조직했다. 마흐디 군대 내에서 가장 정예 부대는 압둘라히 이븐 무함마드의 경호원인 물라지미야였다. 우스만 샤이크 알-딘이 지휘하는 이들은 수도에 주둔했으며 10,000명의 병력을 보유했고, 대부분은 소총으로 무장했다.
"깃발"은 800명에서 1200명의 전투원으로 구성된 "루브"(quarters)로 다시 나뉘었다. 루브는 다시 4개 섹션으로 나뉘었다: 하나는 행정, 하나는 지하디야, 하나는 칼과 창을 휘두르는 보병, 그리고 하나는 기병. 지하디야 부대는 다시 100명 단위의 "표준"으로 나뉘어 라스 미아로 알려진 장교가 지휘했으며, 25명 단위의 무카다미야로 나뉘어 무카담 휘하에 있었다.

#### 해군

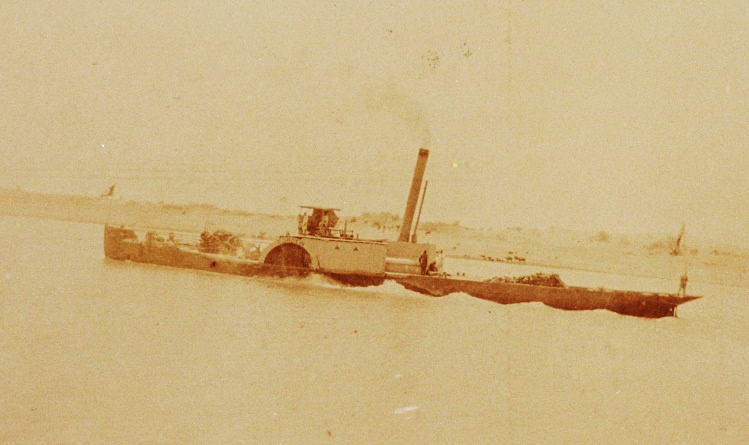
마흐디 국가는 보르데인호(1900년 사진)와 같이 나일강에서 나포된 증기선을 포함한 연안해군을 운용했다.

마흐디 해군은 반란 초기에 반군이 나일강에서 운항하는 보트를 장악하면서 등장했다. 1884년 5월, 마흐디군는 증기선 파셰르와 무셀레미예를 나포했으며, 이어 무함마드 알리와 이스마일리아도 점령했다. 또한 찰스 고든의 포위된 병력을 지원할 예정이었던 여러 무장 증기선이 1885년에 난파되어 버려졌다. 이 중 적어도 보르데인호와 사피아호 두 척은 마흐디군에 의해 인양되었다. 나포된 증기선에는 경포가 장착되었고, 이집트인과 수단인 승무원들이 배치되었다. 마흐디 해군 또한 보급선을 사용했다.
1898년 10월, 마흐디 해군의 일부는 백나일강으로 파견되어 에민 파샤의 병력에 대한 원정을 지원했다. 이스마일리아호는 1898년 8월 17일 옴두르만 근처 나일강에 기뢰를 설치하여 앵글로-영국 포함의 진격을 막으려다 침몰했다. 지뢰 하나가 우발적으로 폭발하여 배가 파괴되었다. 사피아호와 타우피키야호는 2,000~3,000명의 병력을 실은 바지선을 견인하여 1898년 8월 25일 파쇼다를 점령한 프랑스군에 대항하기 위해 청나일강으로 파견되었다. 그곳에서 두 선박은 요새를 공격했지만, 사피아호는 고장나 심한 포격을 받은 후 타우피키야호에 의해 안전한 곳으로 견인되었다. 타우피키야호는 이후 옴두르만으로 퇴각했지만, 도중에 대규모 앵글로-이집트 함대를 만나 항복했다. 마흐디 해군은 1898년 9월 11일 또는 15일에 마지막 전투를 벌였는데, 이때 앵글로-이집트 포함 술탄호가 렝 근처에서 사피아호를 만났다. 두 선박은 짧은 전투를 벌였고, 사피아호는 심하게 손상된 후 승선되어 나포되었다. 보르데인호는 결국 옴두르만이 앵글로-이집트군에 함락될 때 나포되었다.

#### 군복
반란 초기에 마흐디는 추종자들에게 지바 형태의 유사한 의복을 입도록 권장했다. 그 결과, 마흐디와 압둘라히 이븐 무함마드의 핵심 군대는 초기부터 비교적 규제된 외모를 가졌다. 반면, 다른 지지자 및 동맹군들은 처음에는 지바를 채택하지 않고 전통적인 외모를 유지했다. 자알린족과 다나가라족에서 모집된 강변 병력은 주로 단순한 흰색 로브(토베)를 입었다. 베자족 또한 1885년까지 지바를 채택하지 않았다.
시간이 흐르고 마흐디 국가가 칼리파 압둘라히 이븐 무함마드의 지도 아래 더욱 조직화되면서, 그들의 군대는 점점 더 전문화되었다. 1890년대에는 옴두르만과 지방 중심지의 공장들이 병사들에게 의복을 제공하기 위해 지바를 대량 생산하고 있었다. 지바는 여전히 스타일이 다양하여 특정 부족과 군대는 특정 패턴과 색상을 선호했지만, 마흐디 군대는 외모에서 점점 더 전문성을 띠게 되었다. 지바는 또한 마흐디 군대 내에서 전투원의 계급을 나타냈다. 하급 지휘관(에미르)은 더 화려하고 정교한 지바를 입었다. 그러나 최고위 군사 지도부는 경건함을 나타내기 위해 가장 단순한 디자인을 선호했다. 칼리파는 평범한 흰색을 입었다. 일부 마흐디 병사들은 사슬 갑옷, 헬멧, 누비 코트를 소유하고 있었지만, 이는 전투에서보다 퍼레이드에서 더 자주 사용되었다. 마흐디 군대 내의 한 부대인 물라지미야는 모든 구성원이 동일한 흰색-빨간색-파란색 지바를 입는 완전한 군복을 채택했다.

### 깃발
마흐디 국가와 그 군대에는 통일된 깃발이 없었지만, 특정 디자인을 반복적으로 사용했다. 대부분의 깃발에는 신, 무함마드, 마흐디에 대한 충성을 나타내는 네 줄의 아랍어 텍스트가 새겨져 있었다. 깃발은 보통 흰색 바탕에 유색 테두리가 있었고, 텍스트는 다양한 색상으로 표시되었다. 대부분의 군사 부대는 고유한 깃발을 가지고 있었다.

## 같이 보기
- 수단의 역사
- 마흐디 전쟁
- 사막과 광야에서 (소설)
- 식민 사회의 천년왕국주의

## 내용주
1. ↑  Roger Branfill-Cook에 따르면, 마흐디군은 탈라하위예(Tel El-Hoween으로도 알려짐)와 타우피키예도 인양했지만,[52] 앵거스 콘스탐은 두 선박 중 어느 것도 인양되었다는 증거가 없으며, 탈라하위예의 잔해가 1909년에도 앵글로-이집트군의 서비스 도중 침몰한 곳에서 여전히 볼 수 있다고 주장했다.[55]

### 참고 문헌
- Ali, Hamid Eltgani (2015). 《Darfur's Political Economy: A quest for development》. New York City: Routledge. ISBN 978-1-85743-711-9.
- Branfill-Cook, Roger (2018). 《River Gunboats: An Illustrated Encyclopaedia》. Barnsley: Seaforth Publishing. ISBN 978-1-84832-380-3.
- Daly, Martin W. (2010) [1st pub. 2007]. 《Darfur's Sorrow: The Forgotten History of a Humanitarian Disaster》 2판. Cambridge: Cambridge University Press. ISBN 978-0521131872.
- Konstam, Angus (2016). 《Nile River Gunboats 1882–1918》. Oxford: Osprey Publishing. ISBN 978-1-4728-1476-0.
- Knight, Ian (2005) [1st pub. 1989]. 《Queen Victoria's Enemies (2): Northern Africa》 3판. Oxford: Osprey Publishing. ISBN 978-0-85045-937-1.
- Lobban, Richard A. Jr.; Dalton, Christopher H. (2014), 《Libya: History and Revolution》, ABC-CLIO, ISBN 978-1-4408-2885-0
- Nicoll, Fergus (2005년 5월 19일). 《The Mahdi of Sudan and the Death of General Gordon》. The History Press Ltd. ISBN 978-0750932998.
- 이 문서는 다음을 포함합니다: 퍼블릭 도메인 자료 출처: Library of Congress 문서: Thomas Ofcansky. 〈Sudan: The Mahdiyah, 1884–98〉. 《Country Studies》. Federal Research Division. 2010년 8월 5일에 확인함.
- Sidahmed, Abdel Salam; Sidahmed, Alsir (2005). 《Sudan》. Contemporary Middle East. 라우틀리지. ISBN 978-0-415-27417-3.
- White, Matthew (2011). 《Atrocitology: Humanity's 100 Deadliest Achievements》. Canongate Books (2011년 11월 1일에 출판됨). ISBN 978-0857861221.

## 추가 문헌
- Fadlalla, Mohamed H. Short History of Sudan, iUniverse, 30 April 2004, ISBN 0-595-31425-2.
- Holt, P. M. "The Mahdia in the Sudan, 1881–1898" History Today (Mar 1958) 8#3 pp 187–195.
- Holt, P. M. (1970). 《The Mahdist State in the Sudan, 1881–1898 : a study of its origins, development and overthrow》. Clarendon. ISBN 0198216602.
- Pradines, Stephane; Khorasani, Manouchehr Moshtagh (2018). 《Sufi in War: Persian influence on African weaponry in the 19th century Mahdist Sudan》. 《Journal of Asian and African Studies》 XXI. 254–270쪽. ISSN 0021-9096.
- Kramer, Robert S. (2010). 《Holy City on the Nile: Omdurman During the Mahdiyya, 1885–1898》. Markus Wiener Publishers. ISBN 978-1558765160.
- Searcy, Kim (2011). 《The Formation of the Sudanese Mahdist State: Ceremony and Symbols of Authority 1882–1898》. Brill. ISBN 9789004191075.
- Seri-Hersch, Iris (2009). 《Confronting a Christian Neighbor: Sudanese Representations of Ethiopia in the early Mahdist Period, 1885–1889》. 《International Journal of Middle East Studies》 41 (Cambridge University). 247–267쪽. doi:10.1017/S0020743809090655. S2CID 53521483.
- Seri-Hersch, Iris (2019). “'Transborder' Exchanges of People, Things and Representations: Revisiting the Conflict between Mahdist Sudan and Christian Ethiopia, 1885–1889”.
- Wilson, Patrick R., 편집. (2015). 《The Mahdist Wars Source Book: Vol. 2: Comprising Materials》. The (Virtual) Armchair General Publishing. ISBN 978-0692524732.